# Maxime Talbot
Maxime Talbot (* 11. Februar 1984 in LeMoyne, Québec) ist ein ehemaliger kanadischer Eishockeyspieler, der elf Jahre lang in der National Hockey League aktiv war und im Jahr 2009 mit den Pittsburgh Penguins den Stanley Cup gewann. Des Weiteren spielte er beim HK Awangard Omsk und Lokomotive Jaroslawl in der Kontinentalen Hockey-Liga.

## Karriere
Der 1,80 m große Center begann seine Profikarriere bei verschiedenen Teams in der kanadischen Juniorenliga Ligue de hockey junior majeur du Québec, bevor er beim NHL Entry Draft 2002 als 234. in der achten Runde von den Pittsburgh Penguins ausgewählt (gedraftet) wurde. Mit den Olympiques de Hull gewann der Linksschütze 2003 den Coupe du Président, die Meisterschaft der LHJMQ. Außerdem wurde er zweimal in Folge zum Most Valuable Player der LHJMQ-Play-offs gewählt.

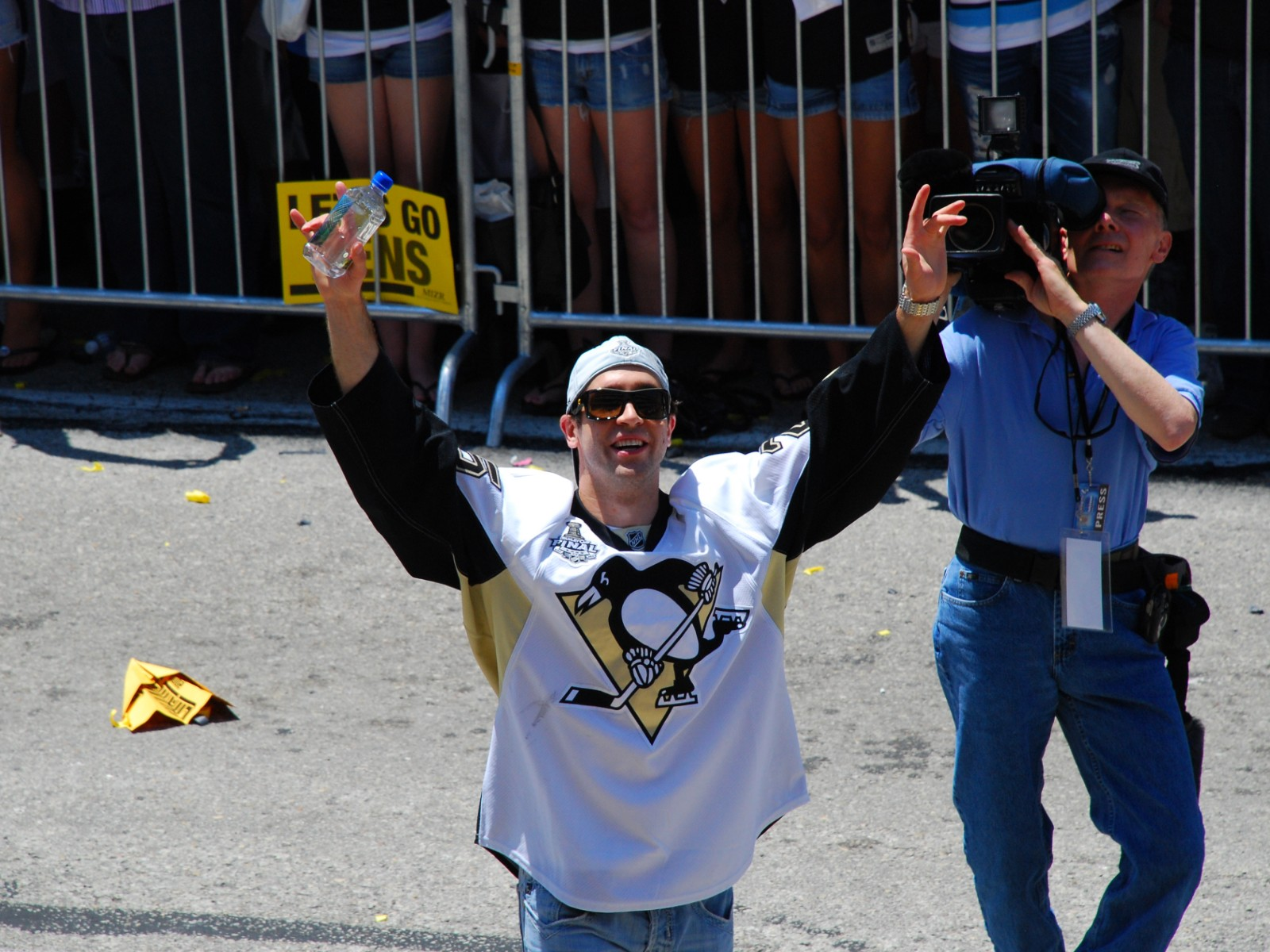
Talbot bei den Stanley-Cup-Feierlichkeiten in Pittsburgh

Zur Saison 2004/05 unterschrieb Talbot schließlich einen Vertrag bei den Penguins, die ihn aufgrund des Lockouts zunächst bei den Wilkes-Barre/Scranton Penguins, ihrem Farmteam in der American Hockey League, einsetzten. Zwar konnte er seine Offensivqualitäten, die er in der QMJHL gezeigt hatte, nicht sofort in der Seniorenliga umsetzen, dennoch beendete er seine Premierensaison mit 19 Scorerpunkten. Aufgrund guter Trainingsleistungen schaffte der Angreifer zu Beginn der folgenden Spielzeit den Sprung in den NHL-Kader des Franchises aus Pittsburgh, sein Debüt in der höchsten nordamerikanischen Profiliga gab er schon bei der Saisoneröffnung gegen die New Jersey Devils. Nach 48 NHL-Einsätzen wurde der Kanadier jedoch vorerst nach Wilkes-Barre zurückgeschickt.
Nach nur fünf Spielen in der folgenden AHL-Saison wurde Talbot von den Pittsburgh Penguins zurück in den NHL-Kader berufen, in dem er sich seitdem als Stammkraft etabliert hat. 2008 erreichte der Stürmer mit dem Franchise das Finale um den Stanley Cup, die nordamerikanische Eishockeymeisterschaft, dieses verlor die Mannschaft allerdings gegen die Detroit Red Wings. Im folgenden Jahr konnte sich Talbot jedoch revanchieren. In einer Neuauflage des Vorjahresfinales sicherte nicht zuletzt der Center der Penguins den 4:3-Sieg in der Serie um den Stanley Cup 2009 gegen Vorjahressieger Detroit Red Wings. Dabei erzielte Talbot beide Tore beim entscheidenden 2:1-Sieg in der Detroiter Joe Louis Arena und wurde so zum Matchwinner im entscheidenden siebten Spiel um den Stanley Cup.
Am 1. Juli 2011 einigte sich der Free Agent auf einen langfristigen Kontrakt mit den Philadelphia Flyers. Am 31. Oktober 2013 wurde er von den Flyers zur Colorado Avalanche transferiert, Philadelphia erhielt im Gegenzug den Flügelstürmer Steve Downie.
Nach eineinhalb Jahren in Colorado gab ihn die Avalanche samt Paul Carey an die Boston Bruins ab, wobei die Bruins im Gegenzug Jordan Caron und ein Sechstrunden-Wahlrecht für den NHL Entry Draft 2016 nach Colorado transferierten. Nach eineinhalb Jahren bei den Bruins wechselte Talbot erneut nach Europa, als er sich Lokomotive Jaroslawl aus der Kontinentalen Hockey-Liga anschloss. Im Juli 2018, kurz vor Talbots Anreise nach Russland, beendete Lokomotive das Vertragsverhältnis kurzfristig gegen Zahlung eine Entschädigung. Wenige Tage später wechselte er zusammen mit David Desharnais zum  HK Awangard Omsk. Mit Awangard erreichte er das Finale um den Gagarin-Pokal, in dem Awangard dem HK ZSKA Moskau unterlag. Anschließend beendete er seine Spielerkarriere und wurde Spieleragent bei CCA Hockey.

### International
Mit der kanadischen Nationalmannschaft gewann Maxime Talbot bei der U20-Junioren-Weltmeisterschaft 2004 in Helsinki die Silbermedaille. Während des Turniers fungierte der Stürmer als Assistenzkapitän und erzielte in sechs Spielen drei Assists.

## Erfolge und Auszeichnungen
| - 2003 LHJMQ Second All-Star Team - 2003 Coupe-du-Président-Gewinn mit den Olympiques de Hull - 2003 Trophée Guy Lafleur | - 2004 Coupe-du-Président-Gewinn mit den Olympiques de Gatineau - 2004 Trophée Guy Lafleur - 2009 Stanley-Cup-Gewinn mit den Pittsburgh Penguins |

### International
- 2004 Silbermedaille bei der U20-Junioren-Weltmeisterschaft

## Karrierestatistik
Stand: Ende der Saison 2018/19

### International
Vertrat Kanada bei:
- World U-17 Hockey Challenge 2001
- U20-Junioren-Weltmeisterschaft 2004

(Legende zur Spielerstatistik: Sp oder GP = absolvierte Spiele; T oder G = erzielte Tore; V oder A = erzielte Assists; Pkt oder Pts = erzielte Scorerpunkte; SM oder PIM = erhaltene Strafminuten; +/− = Plus/Minus-Bilanz; PP = erzielte Überzahltore; SH = erzielte Unterzahltore; GW = erzielte Siegtore; 1 Play-downs/Relegation; Kursiv: Statistik nicht vollständig)